# Sibaganding (Girsang Sipangan Bolon)
Sibaganding is een bestuurslaag in het regentschap Simalungun van de provincie Noord-Sumatra, Indonesië. Sibaganding telt 1608 inwoners (volkstelling 2010).